# Даль Олег Іванович
Даль Оле́г Іва́нович (25 травня 1941, Москва, РРФСР — 3 березня 1981, Київ, УРСР) — радянський актор театру і кіно.

## Біографія
Батько актора, Іван Зиновійович Даль, був відомим залізничним інженером, мати — Павла Петрівна — вчителькою. В сім'ї Далів була також дочка — Іраїда.
Дитинство Даля пройшло в Любліно (округ Москви), яке в ті роки було передмістям Москви. Під час шкільних тренувань з баскетболу почались проблеми з серцем, і з тих пір його стала приваблювати творчість: живопис, література.
1959 — закінчив середню школу, вирішив вступати в Театральне училище імені Щепкіна. Батьки були категорично проти цього, крім того, Даль з дитинства гаркавив.
На екзамені в училищі Даль читав монолог Ноздрьова з «Мертвих душ» і уривок з «Мцирі» свого улюбленого поета М.Лермонтова. За результатами Олега зарахували на 1-й курс училища, яким керував М. Анненков.
У 1963 році закінчив Театральне училище імені М. С. Щепкіна. 
У 1963—1969, 1973—1976 роках — актор театру «Современник». 
У 1971—1973 роках — актор Ленінградського театру імені Ленінського комсомолу. 
З 1976 року — актор Московського театру на Малій Бронній. 
З 1980 року — актор Малого театру. 
У 1980—1981 — педагог ВДІКу.
У кінематографі дебютував в 1962 році в ролі Аліка Крамера у фільмі «Мій молодший брат» (реж. О. Зархі) за повістю В. Аксьонова «Зоряний квиток».
У фільмах і телеспектаклях зіграв близько сорока переважно головних ролей.
1962 — С. Бондарчук запросив його пробуватися на роль молодшого Ростова на картину «Війну і мир» (але проби Даль не пройшов), і Леонід Агранович довірив йому головну роль в психологічному детективі «Людина, яка сумнівається».
Не всі люди враховують, що Олег Даль був органічний в будь-яких кіноролях. Говорячі про його органічність вспамєятають такі ролі: драматичних — Печорін, блазень («Король Лір»); романтичних — Крестовський («Земля Санникова»), солдат («Стара, стара казка»); комедійних — Баригін-Амурський («Не може бути!»), а його принц Флорізель — одночасно драматичний, романтичний і комедійний образ. Але в фільмі Гайдая «Не мо́жет быть!» (друга частина) Олег Даль зіграв найгірше ніж усі інші актори, і після цього він більше не хотів зніматися у Гайдая. Актора витягував за вухи Ленінград, йому підігрували інші актори, - так було потрібно для спецслужб завдяки фамілії, яку собі присвоїв його батько. Але Даль не один з таких акторів, яких тягли за вухи.
На початку березня 1981 р. Даль приїхав на Київську кіностудію імені О. Довженка для кінопроб на головну роль у картині «Яблуко на долоні» режисера Миколи Рашеєва (вийшов на екрани у квітні 1982 р. з іншим актором у головній ролі).
Ми домовилися з Олегом по телефону, що він прийде до мене вже наступного дня після приїзду до Києва, а я чекав ще й на Коренєву, — згадує Микола Рашеєв. — Вранці я послав за Олегом машину разом зі своїм асистентом. Раптом асистент по картині телефонує у паніці: «Що робити? Вже півгодини стукаємо! І ніхто не відповідає!» Я сказав: «Ламайте двері!» Вони зламали. Даль був мертвий. 
О. І. Даль помер 3 березня 1981 р.  Похований 7 березня 1981 на Ваганьковському кладовищі в Москві.

## Фільмографія
(вибірково)
- «Мій молодший брат» (1962, Алік Крамер)
- «Перший тролейбус» (1963, Одеська кіностудія. Сеня)
- «Людина, яка сумнівається» (1963, Борис Дуленко)
- «Будується міст» (1965, Юліан)
- «Женя, Женечка і „катюша“» (1967, гвардії рядовий Женя Колишкін)
- «Хроніка пікіруючого бомбардувальника» (1967, Женя Соболевський)
- «Стара, стара казка» (1968, солдат та лялькар)
- «Король Лір» (1970, блазень)
- «Тінь» (1971, Христіян-Теодор, вчений і його Тінь)
- «Земля Санникова» (1973, Крестовський, офіцер-авантюрист)
- «Погана хороша людина» (1973, Іван Лаєвський)
- «Зірка привабливого щастя» (1975, начальник караулу в Петропавлівській фортеці)
- «Не може бути!» (1975, Анатолій («Анатоль») Баригін-Амурський, чоловік Тетяни)
- «Варіант „Омега“» (1975, Сергій Скорин, старший лейтенант держбезпеки, він же капітан Пауль Крігер)
- «Сторінки журналу Печоріна» (1975, телеспектакль. Печорін)
- «Як Іванко-дурник по диво ходив» (1977, Іванко-дурник)
- «Золота міна» (1977, Микола Косів, він же Борис Брунов)
- «У четвер і більше ніколи» (1977, Сергій Андрійович)
- «Розклад на післязавтра» (1978, Андрій Андрійович, директор фізико-математичної школи)
- «Відпустка у вересні» (1979, Віктор Зілов)
- «Пригоди принца Флоризеля» (1979, Принц Флорізель)
- «Ми смерті дивилися в обличчя» (1980, Корбут)
- «Непроханий друг» (1980, Віктор Свиридов) — остання роль у кіно

## Фестивалі та премії
- 1987: XII Всесоюзний фестиваль телевізійних фільмів (Мінськ) — Приз за найкращу чоловічу роль у фільмі «Відпустка у вересні» (1979))посмертно)[2].